# Руші (Хунедоара)
Руші (рум. Ruși) — село у повіті Хунедоара в Румунії. Входить до складу комуни Бретя-Ромине.
Село розташоване на відстані 280 км на північний захід від Бухареста, 20 км на південь від Деви, 128 км на південь від Клуж-Напоки, 137 км на схід від Тімішоари.

## Населення
За даними перепису населення 2002 року у селі проживали 263 особи, з них 256 осіб (97,3%) румунів. Рідною мовою 259 осіб (98,5%) назвали румунську.